# Laichtín Naofa Céilí Band
De Laichtín Naofa Céilí Band is een voormalige céilí band met als thuisbasis Milltown Malbay, County Clare, Ierland.

## Geschiedenis
In 1951 werd de Comhaltas Ceoltóirí Éireann opgericht. Deze landelijke vereniging kreeg al snel vele plaatselijke afdelingen, waaronder eentje in Milltown Malbay. Vanuit de lokale afdeling werd de Laichtín Naofa Céilí Band opgezet. De band was actief in de periode 1954-1962.
De band bediende de parochies Kilfarboy (Milltown Malbay) en Kilmurry Ibrickane (Quilty, Mullagh en Coore). De naam werd afgeleid van St. Laichtín, patroonheilige van Kilfarboy aan wie een heilige bron is gewijd net over de parochiegrens in Kilmurry Ibrickane, een verbindende factor van beide parochies.
De Laichtín Naofa Céilí Band nam deel aan verschillende competities, waaronder de Fleadh Cheoil 1955 in Loughrea (derde plaats), het  Munster Championship 1958 in Longford (winnaar) en Oireachtas na Gaeilge 1959 in Dublin (winnaar). Tijdens deze competities werd een felle strijd uitgevochten tussen de drie beste céilí bands van Ierland (en County Clare) met als concurrenten de Kilfenora Céilí Band en de Tulla Céilí Band.
De band was feitelijk de opvolger van de Milford House Céilí Band (opgericht 1937, buiten beeld verdwenen in de jaren '40).

## Leden
Incompleet overzicht van musici die ooit speelden in de band.
Viool
- Paddy Galvin[7]
- Junior Crehan[2]
- James Flynn[7]
- Christy Dixon[7]

Accordeon
- Paddy Joe McMahon[7]
- Michael Sexton Sr.[7]

Uilleann pipes
- Willie Clancy[7]
- Martin Talty[7]

Fluit
- J C Talty[7]
- Josie Hayes[8]
- Michael Falsey[7][9][10]

Banjo
- Jimmy Ward[7]

Contrabas
- Angela Merry[7]

Piano
- Colm O’Connor[11]

Drums
- Martin Malone[7]
- Paddy Malone[7]
- Aidan Vaughan[1]

## Belang
Na de Public Dance Halls Act 1936, die de traditionele huisdanspartijen verbood, hadden de meeste musici ineens geen plek meer om samen te komen en te spelen. De band was een gemeenschapsproject in een plattelandstraditie.
Junior Crehan beschreef het belang van de band als:
The Laichtín Naofa bridged the gap between the past and present by linking the musicians of today with the musicians of another era. In this way, it contributed to the preservation of traditional music and carried the influences of great music-masters to the new generation. (Nederlands: De Laichtín Naofa overbrugde de kloof tussen het verleden en heden door de hedendaagse musici in contact te brengen met de musici van een ander tijdperk. Op deze manier leverde ze een bijdrage aan het behoud van de traditionele muziek en gaf de invloed van grote muzikanten door aan de jongere generatie.)

## Opnamen
LP
- Come to an Irish Dance Party, 1959[1][15]

CD
- Come to an Irish Dance Party, 2008. Heruitgave van de historische opnamen uit 1959, digitaal geremasterd.[7]